# Agnes Morton
Agnes Mary Morton, Agatha Morton (ur. 6 marca 1872 w Halstead, zm. 5 kwietnia 1952) – brytyjska tenisistka, zwyciężczyni Wimbledonu w grze podwójnej.

## Życiorys
W 1914 partnerowała Amerykance Elizabeth Ryan w jej pierwszym z dziewiętnastu tytułów wimbledońskich. Miała na koncie także zwycięstwa we wcześniejszych, nieoficjalnych edycjach debla (1902, 1909), a także wygraną w nieoficjalnym mikście (1909). W latach 1905–1907 dochodziła do finałów turnieju pretendentów (All Comers) w grze mieszanej. Pierwsze oficjalne edycje gry podwójnej kobiet i gry mieszanej na Wimbledonie rozegrano w 1913.
Morton cztery razy występowała także w finałach turnieju pretendentek w grze pojedynczej. W 1902 przegrała z Muriel Robb, w 1904 z Charlotte Sterry, w 1908 ponownie ze Sterry, w 1909 z Dorą Boothby. Dwa ostatnie finały All Comers, wobec nieobecności obrończyń tytułu (mających prawo udziału we właściwym finale, tzw. challenge round), są we współczesnych statystykach uznawane za rzeczywiste finały.
Na igrzyskach olimpijskich w Londynie w 1908, w grze pojedynczej kobiet na kortach otwartych, odpadła w ćwierćfinale z Dorotheą Chambers, późniejszą zwyciężczynią. Morton mogła mówić o dużym pechu – wobec licznych rezygnacji uczestniczek turnieju olimpijskiego była jedyną tenisistką obok Chambers, która w ogóle wygrała mecz. Wicemistrzyni Dora Boothby i brązowa medalistka Joan Winch uległy w swoich jedynych (!) pojedynkach również Chambers.
W 1925 wyszła za mąż za Hugh Stewarta.
Występy w finałach All Comers na Wimbledonie (w latach, kiedy nie rozgrywano challenge round):
- 1908 – 4:6, 4:6 z Charlotte Sterry
- 1909 – 4:6, 6:4, 6:8 z Dorą Boothby